# Catherine Van Rensselaer
Pour les articles homonymes, voir Van Rensselaer.
Catherine Van Rensselaer, épouse Schuyler, également connue sous le nom de Kitty, née le 10 novembre 1734 à Albany où elle est morte le 7 mars 1803, est personnalité américaine de l'époque coloniale et post-coloniale.

## Biographie

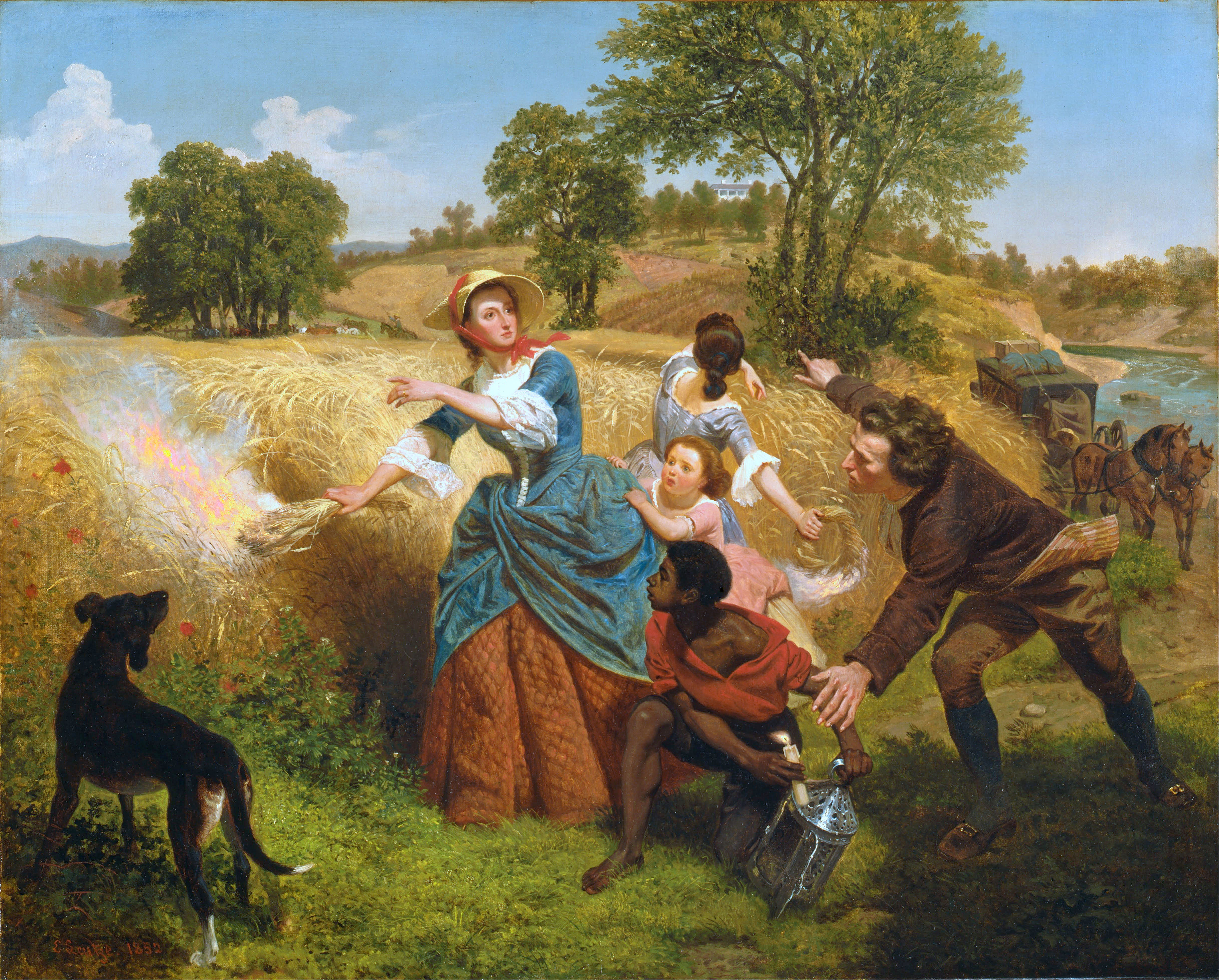
Mrs. Schuyler Burning Her Wheat Fields on the Approach of the British, peinture de Emanuel Leutze, 1852.

Fille du colonel Johannes Van Rensselaer et d'Engeltie « Angelica » Livingston (1698–1747), elle est surnommée dans son enfance The Morning Star. En raison de la position sociale de sa famille, elle fait partie de la société d'Albany et, une fois par an, doit rendre ainsi visite à des parents afin d'acquérir « le vernis de la société à la mode » en étant à la Cour du gouverneur royal de New York.
Son arrière-grand-père paternel est Hendrick van Rensselaer et son arrière-arrière-grand-père est Kiliaen Van Rensselaer, l'un des fondateurs originaux de la colonie néerlandaise de La Nouvelle-Amsterdam. Ses grands-parents maternels sont Robert Livingston le Jeune (1663–1725) et Margarita Schuyler (née en 1682), la fille de Pieter Schuyler (1657–1724), le premier maire d'Albany,.
Kitty est décrite comme « une dame d'une grande beauté et de gentillesse » et a fait l'objet d'un certain nombre de prétendants. Son mari, Philip Schuyler, qu'elle a épousé le 17 septembre 1755, est connu comme un homme d'une grande richesse et d'une grande intelligence. Il a commandé une milice durant la Guerre de la Conquête entre Français et Indiens et assume l'entretien de la propriété du vaste domaine que lui a donné son père. Kitty gère la Schuyler Mansion (en), vaste maison Schuyler de serviteurs, d'esclaves et de salariés, aujourd'hui monument historique.
Le couple aura quinze enfants : 
- Angelica Schuyler (1756–1814), qui épousera John Barker Church (en) (1748–1818), plus tard député britannique.
- Elizabeth Schuyler (1757–1854), qui épousera Alexander Hamilton (1755/7–1804), plus tard premier secrétaire au Trésor. Elizabeth a cofondé le premier orphelinat de New York[7].
- Margarita dite Peggy Schuyler (en) (1758–1801), qui épousera Stephen Van Rensselaer III (1764–1839), 8e Patroon.
- Cornélia (1761–1762)[8].
- John Bradstreet Schuyler, jumeau de Cornelia (1761–1761)[8].
- John Bradstreet Schuyler (1763–1764)[8].
- John Bradstreet Schuyler (1765–1795), qui épousera Elizabeth Van Rensselaer (1768–1841), la sœur de Stephen Van Rensselaer III.
- Philip Jeremiah Schuyler (1768–1835), qui épousera en premier Sarah Rutsen (décédée en 1805), et après sa mort, Mary Anna Sawyer. Philip a siégé à la Chambre des représentants des États-Unis[9].
- Des triplés (1770–1770, non baptisés).
- Rensselaer Schuyler (1773-1847), qui épousera Elizabeth Ten Broeck, fille du général Abraham Ten Broeck (en)[10].
- Cornelia Schuyler (1776–1808), qui épousera Washington Morton.
- Cortlandt Schuyler (1778-1778)[8].
- Catherine Van Rensselaer Schuyler (1781–1857), qui épousera d'abord Samuel Malcolm (fils de William Malcolm (en)), puis James Cochran (1769–1848), son cousin et fils de John Cochran et de Gertrude Schuyler, la sœur de Philip Schuyler[11].

Catherine Van Rensselaer meurt à la suite d'un accident vasculaire cérébral en mars 1803 à l'âge de 68 ans,.